# 2395 Aho
2395 Aho è un asteroide della fascia principale. Scoperto nel 1977, presenta un'orbita caratterizzata da un semiasse maggiore pari a 3,0803841 UA e da un'eccentricità di 0,0489875, inclinata di 0,30148° rispetto all'eclittica.